# Општина Бихаћ (Република Српска)
Српска општина Бихаћ је бивша општина Републике Српске, која се налазила у регији Крајине, на самој граници са Републиком Српском Крајином и општинама Доњи Лапац и Кореница. Формирана је 1991. године на територији бивше југословенске општине Бихаћ, а сачињавала су је српска насеља бихаћке општине. Формално је постојала је до потписивања Дејтонског споразума, а фактички је престала да постоји окупацијом западних дијелова Републике Српске током акције Маестрал.

## Настанак општине
Према Закону о територијалној организацији и локалној самоуправи Републике Српске из 1994. године, једна од општина у Републици Српској је била и Општина Бихаћ која је укључивала  насељена мјеста бивше југословенске општине Бихаћ, насељена српским народом. Српска општина Бихаћ је формирана на конститутивном сједници скупштине Српске општине Бихаћ, 28. децембра 1991. године, а службено је конституисана доношењем Закона о образовању општине Бихаћ. Након формирања Српска општина Бихаћ је постала дио Аутономне регије Крајина, са сједиштем у Бањалуци.

## Географија
Српска општина Бихаћ се налазила у западном дијелу Републике Српске, на самој граници са Републиком Српском Крајином. Граничила се општинама Кореница и Доњи Лапац у Републици Српској Крајини, са општинама Дрвар, Петровац и Крупа на Уни у Републици Српској, и са општином Цазин (на подручју катастарске општине Грмуша). Најближе веће насељено мјесто био је Петровац, који је уједно представљао и центар ове регије. Сљедећа насеља су по формирању само општине, постала дио њене територије: Дољани, Грмуша, Горјевац, Дубовско, Злопољац, Јанковац, Калати, Липа, Лохово, Притока, Прашчијак, Рачић, Рајновци, Теочак, Србљани, Стјењани, Доња Гата, Бугар, већи дио насеља Рипач, Нове Четврти, Језеро и Грабеж и Клиса, као и мањи дијелови насеља гдје су Срби били у мањини, попут Кулен Вакуфа, Сокоца.

## Историја
У Рипчу је крајем 19. вијека откривено и истражено илирско сојеничко насеље. Међу налазима истичу се калупи за ливање бронзаних предмета, те глинене људске скулптуре. Постоје остаци римског и средњовијековног насеља. Средњовијековни град (бург) помиње се 1408. Био је у посједу Франкопана и Крбавских кнезова. У турске руке пао је 1591. године.
Усташе су током Другог свјетског рата у селу Бугар покупили све младе девојке, затворили их у школу и над њима "читав дан вршили силовања и оргијали". Кад се приближила ноћ, усташе су напустили село а сељаци су онда дошли, а девојке пустили из школе. За вријеме Другог свјетског рата у Рајновцу је погинуло око двије стотине сељана. Њих стотинак, 1941. убиле су усташе и комшије муслимани. И данас им се кости налазе у Орашкој јами. Нико их никада није ни покушао извадити и сахранити. За вријеме посљедњег рата, углавном 1995. из села је погинуло, нестало или уморено двадесетак мјештана.
Српска општина Бихаћ је токо одбрамбено-отаџбинског рата била зона одговорности 15. бихаћке лаке пјешадијске бригаде Другог крајишког корпуса Војске Републике Српске.

## Политичко уређење
Начелник општине је представљао и заступао општину и вршио извршну функцију у Српској општини Бихаћ. Општинску администрацију поред начелника, чинила је и скупштина општине. Скупштина је бројала 11 одборника из редова странке СДС из Бихаћа и 21 предсједник мјесних одбора Српске демократске странке, као легитимни представници српског народа. Институционални центар Српске општине Бихаћ је било насеље Рипач, гдје су били смјештени сви општински органи.

### Повјереништво за Општину Бихаћ
Повјереништво за Општину Бихаћ је формирано 1996. године на основу Тачке 2. Амандмана XXXV на Устав Републике Српске и Тачке 2. Одлуке о образовању повјереништава за општине односно подручја која су у цјелини или дјелимично ушла у састав Федерације БиХ. Повјереништво општине извршава налоге Народне скупштине, Предсједника Републике и Владе Републике Српске и врши послове из надлежности Скупштине општине и Извршног одбора ускладу са законом. Сједиште повјереништва је било у Бања Луци. Повјереништво је образовано у сљедећем саставу:
1. Ђуро Грбић, предсједник,
2. Градимир Рађеновић,
3. Бранко Вукадиновић,
4. Ђуро Лакић,
5. Раде Зорић,
6. Мирослав Маричић,
7. Раде Кончар.

## Образовање
Према Одлуци о привременом броју и просторном распореду основних школа у Републици Српској из 1994. којом се утврђује број и просторни распоред основних школа као и број издвојених одјељења основних школа у Републици Српској, на територији Српске општине Бихаћ, егзистирала је Основна школа „Стана Сучевић” са сједиштем у Рипчу и издвојеним одјељењима у Липи. Одлуком о привременом броју, структури и просторном распореду средњих школа на територији Републике Српске из 1995. утврђено је да се средње образовање на територији Српске општине Бихаћ остварује кроз Средњу школу Бихаћ-Рипач, у којој је настава организована кроз смјер за електротехнику, трговину, угоститељство и туризам.